# أليكسي شفد
أليكسي شفد (الروسية: Алексей Викторович Швед) مواليد 16 ديسمبر 1988، هو لاعب كرة سلة روسي يلعب مع فريق نيويورك نيكس في الرابطة الوطنية لكرة السلة ويحمل الرقم 1. يبلغ طوله 6 قدم 6 بوصة (2.0 م).

## فرق لعب لها
- مينيسيوتا تيمبر وولفز
- فيلادلفيا سفنتي سيكسرز
- هيوستن روكتس
- نيويورك نيكس

## الميداليات
| الميدالية | المسابقة                         |
| --------- | -------------------------------- |
| برونزية   | الألعاب الأولمبية الصيفية 2012   |
| برونزية   | بطولة أمم أوروبا لكرة السلة 2011 |

## روابط خارجية
- أليكسي شفد على موقع الاتحاد الدولي لكرة السلة (الإنجليزية)
- أليكسي شفد على موقع الدوري الأوروبي لكرة السلة (الإنجليزية)
- أليكسي شفد على موقع إن بي أي (الإنجليزية)
- أليكسي شفد على موقع سبورتس رفرنس (الإنجليزية)
- أليكسي شفد على موقع كرة السلة الأوروبية.كوم (الإنجليزية)
- أليكسي شفد على موقع إي إس بي إن.كوم (الإنجليزية)
- أليكسي شفد على موقع ريلجم (الإنجليزية)
- أليكسي شفد على موقع بروبوليرز (الإنجليزية)
- أليكسي شفد على موقع سبورتس رفرنس (الإنجليزية)
- أليكسي شفد على موقع أوليمبيديا (الإنجليزية)